# Manuel Valdivia Ureña
Manuel Valdivia Ureña (Martos, 12 de noviembre de 1928 - Valencia, 29 de abril de 2014) fue un ingeniero agrónomo, matemático, catedrático universitario y académico español.

## Biografía
Manuel Valdivia se graduó como ingeniero agrónomo en la Escuela Técnica Superior de Ingenieros Agrónomos de Madrid en 1958. Se doctoró en la misma en 1961, mismo año en el que obtuvo la licenciatura en Matemáticas por la Universidad Complutense de Madrid, materia en la que se doctoró también dos años más tarde (1963) de la mano de Ricardo San Juan Llosá. Su capacidad de formación fue pareja a su carrera como docente; obtuvo por oposición la cátedra de Análisis matemático en la Universidad de Valencia en 1965 y, cuatro años después, la cátedra de Álgebra y Cálculo infinitesimal de la Escuela de Ingenieros Agrónomos de la Politécnica valenciana.
Fue un especialista en análisis matemático y se le atribuye ser el responsable del florecimiento del mismo y de las matemáticas españolas en general desde los años 1970, así como de la internacionalización de las mismas en su país. Entendía la creación matemática como semejante a la artística y a lo largo de su dilatada carrera formuló diversos teoremas que llevan su nombre. Escribió centenares de artículos académicos, presentó ponencias y dictó conferencias en todo el mundo. Resolvió algunos de los problemas matemáticos planteados por Alexander Grothendieck y el teorema de la gráfica boreliana de Laurent Schwartz. También fue el autor de Topics in Locally Convex Spaces, una obra considerada «fundamental y básica» para los investigadores matemáticos en el campo de los espacios localmente convexos.
De entre sus alumnos, además de una treintena de doctorados, salieron catorce catedráticos de Universidad y quince profesores titulares en España. Por sus méritos, recibió el doctorado Honoris Causa por las universidades Polítécnica de Valencia (UPV), Rey Jaime I de Castellón, Alicante, Jaén y la Lieja. Fue invitado a impartir clases y conferencias en universidades y centros superiores de Alemania (Friburgo, Oldemburgh, Saarbrucken, Tubinga, Múnich, Frankfurt, Mainz, Paderborn, Colonia y Dusseldorf) Bélgica, Brasil, Chile, Estados Unidos, Francia, Italia, Polonia y Turquía, entre otros países. También fue propuesto al Premio Príncipe de Asturias de investigación científica en 1988, 1989, 1990 y 1992, y al Premio Nacional de Investigación Científica Ramón y Cajal.
Fue miembro del Instituto Valenciano de Estudios e Investigación, académico de número de la Real Academia de Ciencias Exactas, Físicas y Naturales (1975) y de la de Ingeniería, académico correspondiente de la Real Academia de Ciencias y Artes de Barcelona y de la Societé Royal des Sciences de Liège, y recibió la Gran Cruz de Alfonso X el Sabio.